# Rebigue
Rebigue är en kommun i departementet Haute-Garonne i regionen Occitanien i södra Frankrike. Kommunen ligger i kantonen Castanet-Tolosan som tillhör arrondissementet Toulouse. År 2022 hade Rebigue 493 invånare.

## Befolkningsutveckling
Antalet invånare i kommunen Rebigue
Referens:INSEE